# Czech News Center
CZECH NEWS CENTER a.s., zkráceně CNC, dříve Ringier Axel Springer CZ a.s., je jedním z největších mediálních domů v České republice. Nabízí široké portfolio tištěných deníků, časopisů, online magazínů, webových projektů, aplikací či služby virtuálního operátora a tiskáren. Jediným akcionářem Czech News Center je firma CZECH MEDIA INVEST a.s., jejímž akcionáři jsou k 31. 12. 2023 EP Corporate Group Daniela Křetínského (50 %), J&T Capital Partners (40 %) a TYMON Romana Korbačky (10 %).
Vydavatelství disponuje pěti integrovanými newsroomy – Blesk + Aha!, Sport, ženské tituly, auto-moto a online, které pracují s informací podle typu média a redakčního záměru. Součástí portfolia CNC je 27 tištěných titulů a 9 webových portálů. Kromě toho vyvíjí společnost řadu dalších mediálních aktivit. Dceřinou společností je tiskárna CZECH PRINT CENTER a. s., s provozy v Praze a Ostravě. CNC má rovněž 27% podíl na největší české společnosti pro distribuci tisku PNS.

## Historie

### Historie vydavatelství Ringier v Česku
Ringier AG jako první zahraniční vydavatel vstoupil na český trh v roce 1991 a začal vydávat ekonomický týdeník Profit (adaptace švýcarského týdeníku Cash) a televizní programový časopis Teletip. O rok později (1992) založil vlajkovou loď vydavatelství, deník Blesk a jeho suplement Blesk magazín. Od rozdělení ČSFR v roce 1993 působí v Česku společnost Ringier ČR, a. s.; na Slovensku Euroskop, a. s. (dnes Ringier Slovakia). V tomto roce začala společnost vydávat první nedělník na českém trhu Nedělní Blesk. Sloučením Teletipu s časopisem Televize vznikl Týdeník Televize. Ringier také koupil týdeník Reflex, který se později stal dalším z významných titulů nakladatelství. V roce 1994 koupil Ringier sportovní měsíčník Stadion (později prodán), Lidové noviny (prodány v roce 1998) a čtrnáctideník pro děti ABC. V následujících letech Ringier dále sílil svou pozici, mimo jiné koupí a uzavřením deníku Expres v roce 1996, koupí zpravodajského časopisu Týden v roce 1998 a založením televizního programového časopisu TV Plus a Nedělních novin 1999. V témže roce byly prodány části společnosti tvořené samostatnými organizačními složkami podniku, a to titulem Profit a nakladatelstvím Management press. V tomto roce byla také ukončena likvidace dceřiných společností Amalthea, a. s. a Technický týdeník, a. s.
V roce 2000 společnost po dvou letech prodala časopis Týden a zastavila vydávání Nedělních novin. Blesk se na několik měsíců stal nejprodávanějším deníkem na českém trhu. V následujícím roce společnost Ringier koupila programový časopis TV Revue a 51% podíl ve společnosti Československý sport (vydavatel deníku Sport), který v následujícím roce 2002 navýšil na 80% (zbývající podíl odkoupil v dalším roce, přímo na Ringier ČR práva přešla v roce 2005). Deník Sport začal od září vycházet barevně, suplement Volno Sport byl transformován do Sport magazínu. Noviny Blesk se trvale staly nejprodávanějším deníkem na českém trhu. V roce 2004 začala společnost Ringier vydávat nový týdeník Blesk pro ženy. V dalším roce byl časopis Reflex rozšířen o přílohu s kulturním servisem EX. Začal vycházet Blesk Hobby, Blesk Křížovky a Nedělní Sport. 28. listopadu 2005 vyšlo první číslo deníku 24 hodin. V roce 2006 začala společnost Ringier vydávat nový programový čtrnáctideník TV max. Prodaný náklad přesáhl od začátku 200 tisíc výtisků. V roce 2007 však skupina Ringier prodal všechny televizní tituly a to nejen v ČR, ale i ve Švýcarsku, v Rumunsku a na Slovensku. V roce 2008 oslavila skupina Ringier 175 let. V prosinci bylo v ČR ukončeno vydávání pražského bezplatného deníku 24 hodin. V roce 2009 vstoupil koncern Ringier na chorvatský mediální trh. V rámci koncernu vznikla samostatná divize pro střední a východní Evropu. V září uvedl Ringier ČR na trh nový suplement Reality & Bydlení. V roce 2010 se novým ředitelem divize Střední Evropa a zároveň členem výkonné rady koncernu Ringier stal Florian Fels. Na konci března oznámil koncern sloučení s vydavatelstvím Axel Springer, toto sloučení bylo dokončeno k 1. listopadu téhož roku. Ke konci téhož roku společnost Ringer zakoupila slovenský portál Azet.sk a stala se tak dle slov ředitele Felse jedničkou na slovenském trhu.

### Ringier Axel Springer CZ
Počátkem roku 2010 se mediální koncerny Ringier AG a Axel Springer AG dohodly na sloučení svých obchodních aktivit v České republice, Polsku, Srbsku, Slovensku a Maďarsku. K 1. červenci 2010 vznikl nový joint venture Ringier Axel Springer Media AG se sídlem ve Švýcarsku. Spojení českých vydavatelství Ringier ČR a.s. a Axel Springer Praha a.s. bylo posléze schváleno příslušnými tuzemskými úřady.
Od září 2010 fungovaly společnosti Ringier ČR a.s. a Axel Springer Praha a.s. integrovaně a měly jednu společnou manažerskou strukturu v čele s generální ředitelkou. Mimo to sdílely také všechna backoffice oddělení (finance, inzerce, marketing, výroba a distribuce atd.). Proces právní fúze započal v lednu 2011 a skončil v listopadu téhož roku.
Od 7. října 2012 vydavatelství spustilo projekt BLESKMobil, který se stal prvním virtuálním mobilním operátorem v ČR.

### Změna společnosti na Czech News Center
V závěru roku 2013 bylo oznámeno, že vydavatelství Ringier Axel Springer CZ odkoupili podnikatelé Daniel Křetínský a Patrik Tkáč. Poté, co na konci února 2014 transakci povolil antimonopolní úřad, došlo k 30. dubnu 2014 k převzatí firmy společností Czech News Center, jejímž jediným akcionářem byl tehdy Daniel Křetínský. Kupní cena včetně přímo souvisejících nákladů činila 5,4 mld. Kč. 20. května 2014 se název společnosti Czech News Center změnil na Czech News Center Holding, načež byl uvolněný název Czech News Center 6. června 2014 použit pro přejmenování společnosti Ringier Axel Springer CZ. 18. srpna 2014 pak firma Czech News Center zaniká začleněním do společnosti Czech News Center Holding, která se téhož dne přejmenovává na Czech News Center.

## Portfolio médií

### Tištěné tituly
- Blesk – nejčtenější a nejprodávanější deník v ČR.[12]
- Nedělní Blesk – rozšířené nedělní vydání deníku Blesk.
- Blesk magazín – páteční příloha deníku Blesk.
- Blesk pro ženy – ženský týdeník.
- Blesk zdraví – měsíčník zaměřený na zdraví a zdravý životní styl.
- Blesk Křížovky – měsíčník křížovek.
- Nedělní Blesk Křížovky – křížovkářský čtrnáctideník.
- Blesk Hobby – měsíčník pro kutily, pěstitele a chovatele.
- Blesk Bydlení – Měsíčník od A do Z radí při zařizování interiéru a poskytne rady a tipy při stavbě domu, inspiruje v oblastech designu.
- Blesk Vaše recepty – měsíčník s nejlepšími recepty od čtenářů.
- Nedělníček – Zábavný a kreativní časopis pro děti od 4 do 10 let.
- Sport – jediný celostátní deník se zaměřením na sport, vychází od roku 1954.
- Nedělní Sport – nedělník zaměřený na aktuální sportovní dění.
- Nedělní Sport Křížovky – křížovkářský čtrnáctideník.
- Sport magazín – páteční příloha deníku Sport.
- Sport Góóól! – fotbalový měsíčník pro teenagery.
- Aha! – druhý nejčtenější bulvární deník v ČR.
- Nedělní Aha! – rozšířené nedělní vydání deníku Aha!
- Aha! TV – čtvrteční magazín deníku Aha! s televizním programem.
- Aha! Křížovky – kapesní měsíčník s křížovkami o ceny.
- Nedělní Aha! Křížovky – křížovkářský čtrnáctideník.
- Aha! pro ženy – Týdeník pro ženy, který stojí na třech obsahových pilířích: showbyznysu, příbězích typických českých žen včetně rad odborníků a speciální příloze NÁPADník.
- ABC – čtrnáctideník pro děti a mládež, vychází od roku 1957.
- Reflex – společenský týdeník.
- Svět motorů – publicisticko-zpravodajský motoristický týdeník.
- Svět motorů Speciál – vychází čtyřikrát ročně. Dvakrát s podtitulem DIESEL, jednou s podtituly AUTOTESTY a OJETINY.
- Auto TIP – čtrnáctideník s aktuálními auto-moto informacemi, velkou sekcí věnovanou tajným projektům automobilek a s minimálně dvěma srovnávacími testy.
- Auto TIP Klassik – Pravidelné speciály Auto Tip Klassik, Auto Tip 4x4 a Auto Tip Sportscars přinášejí jedinečné informace pro opravdové nadšence. Vše je doplněno kvalitními velkoformátovými fotografiemi.
- AutoProfi – měsíčník určený všem profesionálům v oboru automobilové dopravy.
- 4fleet – Odborný časopis pro všechny provozovatele automobilových flotil. Srovnání nejoblíbenějších fleetových vozů. Rady jak nejlépe flotilu financovat, provozovat a kontrolovat.

### On-line tituly
- Blesk.cz
- iSport.cz
- bleskprozeny.cz
- ahaonline.cz
- ahaprozeny.cz
- reflex.cz
- abicko.cz
- auto.cz
- e15
- sleviste.cz
- info.cz

Společnost Czech News Center a.s. dále obchodně zastupuje tyto tituly:
- extra.cz
- extrastory.cz
- g.cz
- sparta.cz
- svobodnymonitor.cz
- heyfomo.cz

## Další aktivity

### BLESKmobil
BLESKmobil je první a největší tuzemský virtuální mobilní operátor. Spuštěn byl v listopadu 2012. S výhodným předplaceným voláním a SMS a jednoduchými smluvními podmínkami si ihned získal pozornost široké veřejnosti. V současné době[kdy?] je BLESKmobil s více než 350 tisíci aktivovaných SIM karet nejsilnějším virtuálním operátorem na českém trhu.

### BLESK peněženka
Projekt BLESK peněženka byl spuštěn v roce 2014. Funguje na stejném principu jako předplacená mobilní SIM karta. Je možné ji dobít hotovostí na terminálech Sazky, nebo na webu bleskpenezenka.cz jakoukoliv platební kartou vydanou v ČR a na Slovensku.

## Kritika
Internetové stránky společnosti sledují pomocí služby AddThis soukromí uživatelů.